# Southeast Division (NHL)
Die Southeast Division war eine Division in der nordamerikanischen Eishockeyliga National Hockey League, die sich in der Eastern Conference befand und fünf Teams beinhaltete.
Im Jahr 1998 kam es durch eine Erweiterung der Liga zu dem Problem, dass die bisher vorhandenen je zwei Divisionen zu klein wurden. Deshalb wurde in der Eastern Conference die Southeast Division eingeführt, während in der Western Conference (NHL) die Northwest Division eingeführt wurde. Nach einer Umstrukturierung der Divisionen vor der NHL-Saison 2013/14 wurde die Southeast Division aufgelöst.

## Teams
| 1998/99             | 1999/00           | 2000/01           | 2001/02           | 2002/03           | 2003/04           | 2004/05           | 2005/06           | 2006/07           | 2007/08           | 2008/09           | 2009/10           | 2010/11           | 2011/12       | 2012/13       |
| ------------------- | ----------------- | ----------------- | ----------------- | ----------------- | ----------------- | ----------------- | ----------------- | ----------------- | ----------------- | ----------------- | ----------------- | ----------------- | ------------- | ------------- |
| Carolina Hurricanes |                   |                   |                   |                   |                   |                   |                   |                   |                   |                   |                   |                   |               |               |
| Florida Panthers    |                   |                   |                   |                   |                   |                   |                   |                   |                   |                   |                   |                   |               |               |
| Tampa Bay Lightning |                   |                   |                   |                   |                   |                   |                   |                   |                   |                   |                   |                   |               |               |
| Washington Capitals |                   |                   |                   |                   |                   |                   |                   |                   |                   |                   |                   |                   |               |               |
|                     | Atlanta Thrashers | Atlanta Thrashers | Atlanta Thrashers | Atlanta Thrashers | Atlanta Thrashers | Atlanta Thrashers | Atlanta Thrashers | Atlanta Thrashers | Atlanta Thrashers | Atlanta Thrashers | Atlanta Thrashers | Atlanta Thrashers | Winnipeg Jets | Winnipeg Jets |

## Meister
| Jahr | Name                |
| ---- | ------------------- |
| 1999 | Carolina Hurricanes |
| 2000 | Washington Capitals |
| 2001 | Washington Capitals |
| 2002 | Carolina Hurricanes |
| 2003 | Tampa Bay Lightning |
| 2004 | Tampa Bay Lightning |
| 2005 | Lockout             |
| 2006 | Carolina Hurricanes |
| 2007 | Atlanta Thrashers   |
| 2008 | Washington Capitals |
| 2009 | Washington Capitals |
| 2010 | Washington Capitals |
| 2011 | Washington Capitals |
| 2012 | Florida Panthers    |
| 2013 | Washington Capitals |